# سکوژتس (استان ماسوویان)
سکوژتس (به لهستانی:  Skórzec) یک روستا در لهستان است که در گمینا سکوژتس واقع شده‌است. سکوژتس ۱٬۰۶۹ نفر جمعیت دارد.